# Gnejusz Papiriusz Karbo
Gnejusz Papiriusz Karbo (łac. Gnaeus Papirius Carbo) – konsul roku 113 p.n.e. Dowódca wojsk rzymskich w bitwie z Cymbrami i Teutonami pod Noreią.
Pochodził z rodziny plebejskich Papiriuszy (gens Papiria). Młodszy brat konsula roku 120 p.n.e. Gajusza Papiriusza Karbona i ojciec trzykrotnego konsula, stronnika Gajusza Mariusza, Gnejusza Papirusza Karbona (młodszego). 
Appian z Aleksandrii dosyć dokładnie opisuje jego kampanię (113 p.n.e.) przeciwko Cymbrom i Teutonom (Historia rzymska IV.XIII). Według tej relacji Noricum, które w tamtych czasach zamieszkiwane było przez przyjazne Rzymowi (łac. amici) plemię Karnów, najechali Cymbrowie. Papiriusz chcąc zagrodzić im drogę w głąb Italii, zaczaił się z wojskiem na alpejskich przełęczach, ale zainterweniował, gdy najeźdźcy zaczęli plądrować kraj (powodem tej z pozoru altruistycznej interwencji mogły być kopalnie złota, z których słynęło Noricum, a z których wcześniej Italikowie zostali wyparci (Polibiusz Dzieje XXXIV.10.10-14, Strabon Geografia IV.6.12)). Gdy Germanie zauważyli rzymskie legiony wysłali posłańców z informacją, że nie wiedzieli o sojuszu Rzymu z Karnami, i że chcą się wycofać bez walki. Karbo zgodził się i dał im przewodnika, uprzedzonego wcześniej, że ma wybrać dłuższą drogę, aby konsul mógł zaatakować z zasadzki. Plan nie powiódł się i rzymskie legiony zostały rozbite. Klęska byłaby całkowita, gdyby Germanie nie przestraszyli się burzy.
W jednym z listów Cycerona znajduje się informacja, że były konsul został później postawiony przed sądem przez Marka Antoniusza Oratora, dziadka późniejszego triumwira Marka Antoniusza (Epistulae ad Familiares IX.21). Według Cycerona przed zapadnięciem wyroku otruł się witriolem.